# 趙與澤 (第六代嗣秀王)
臨海郡王趙與澤（？—1271年11月9日（咸淳七年十月初六）），祖籍涿郡（今河北省保定市清苑縣）人，宋朝宗室、崇憲靖王趙伯圭孫、新興恭良郡王趙師垂子，第六代嗣秀王。趙孟頫的族叔。

## 生平
趙與澤早年事蹟不詳，曾任直秘閣、主管鴻禧觀，景定元年（1260年）（或景定二年（1261年））繼承叔祖父趙師彌襲封嗣秀王、任福州觀察使、提舉佑神觀，至咸淳七年十月（1271年）去世，贈官少師，追封臨海郡王。